# Cuartel de Son Banya
El Cuartel de Son Banya (también conocido como Cuartel de Intendencia de Son Banya) es un antiguo cuartel militar de Palma (Islas Baleares, España) construido en 1936 como cuartel y que actualmente forma parte de la administración del Gobierno de las Islas Baleares.

## Historia
El Cuartel fue construido a las afueras de la ciudad como base militar para los pilotos de la Aviación Legionaria, grupo militar italiano llegado en agosto de 1936 a Mallorca para combatir en la Guerra civil española. Dicho grupo operó desde la Base Aérea de Son San Juan (precedente del actual aeropuerto comercial), cercano al cuartel.
Acabada la guerra, a mediados de 1939 la Aviación Legionaria es repatriada a Italia y el Cuartel pasa a formar parte de las Fuerzas Armadas españolas como cuartel de artillería. Allí se alojó el Grupo de Artillería Antiaérea nº 1 hasta 1965, cuando fue trasladado al Cuartel de Son Busquets de la misma ciudad para integrarse en el Regimiento de Artillería Mixto nº 91 (RAMIX 91). El Cuartel acoge entonces el Grupo Regional de Intendencia, hasta entonces ubicado en la calle dels Socors, por necesidades de espacio. La instalación fue conocida desde ese momento como Cuartel de Intendencia de Son Banya, su nombre más popular y perdurable.
En 1999 las Fuerzas Armadas desalojaron el Cuartel, que al año siguiente fue vendido al Gobierno de las Islas Baleares. Los nuevos propietarios lo habilitaron en parte como Archivo General de la Comunidad Autónoma y se planeó habilitar el resto como centro operativo y formativo para la seguridad ciudadana, pero tras un cambio de color político del gobierno autonómico en 2003 el proyecto fue abandonado. Tras un nuevo cambio de gobierno el proyecto se recupera en 2007 para instalar la academia de policía, las escuelas de bomberos y funcionarios y la sede de la futura policía autonómica, que tampoco se llevó a cabo.
En 2014 el Gobierno Autonómico cedió las instalaciones a Gestión de Emergencias de las Islas Baleares (GEIBSAU), entidad pública dedicada a la prevención de riesgos, catástrofes y emergencias ordinarias, que lo gestionó desde entonces. Además, se preveía en el futuro incorporar la sede de la futura Escuela de Seguridad Pública de las Islas Baleares.
Finalmente, el 30 de enero de 2025 el Gobierno Autonómico anunció la construcción del llamado Distrito de la Seguridad para ubicar las sedes de la Escuela Balear de Seguridad Pública, la Dirección General de Emergencias y el centro del 112. Las obras durarían cuatro años, con una inversión de 24 millones de euros y terminarían en 2028.

## Descripción
Se encuentra a las afueras de la ciudad, en unos terrenos no edificados, entre el barrio de Son Ferriol (al norte) y el Aeropuerto de Palma (al sur). Se accede por el Camí Vell de Llucmajor, desde la Vía Conectora (Ma-30) o por el Camí de les Bateries, desde la Carretera de Manacor (Ma-15).
Tiene una superficie total de 35.429 metros cuadrados y como cuartel disponía de diversos edificios que ocupaban unos 7.000 metros cuadrados. Disponía de almacenes, edificio de mando, dormitorios de oficiales y suboficiales, escuela, cantina, talleres, cocheras e instalaciones deportivas. Destacaba especialmente el edificio destinado a obrador, ya que allí se elaboraba el pan que se distribuía ese mismo día a todos los acuartelamientos de Mallorca mediante camiones provenientes de todos los cuarteles.
En un punto del cuartel fue levantado un monumento en honor de Benito Mussolini. Fue construido en 1939 por iniciativa de uno de los miembros de la Aviación Legionaria que entonces se alojaba en el cuartel y fue derribado durante los años 50.
Actualmente solo una parte de los edificios han sido renovados y están en activo. El resto están cerrados o en un avanzado estado de ruina.